# TWA 7 b
 (juillet 2025).
TWA 7 b est une exoplanète orbitant autour de CE Antliae (en) (TWA 7), une petite étoile située à 111,2 ± 0,1 années-lumière de la Terre, dans la constellation de la Machine pneumatique.

## Découverte et description
TWA 7 b est découverte par imagerie directe par le télescope James Webb. C'est la première fois que ce télescope découvre une exoplanète. Cette découverte paraît le 25 juin 2025 dans la revue Nature,.
TWA 7 b a une masse comparable à celle de Saturne,.